# Stenia nervosalis
Stenia nervosalis là một loài bướm đêm trong họ Crambidae.